# Молоденки (Тульская область)
Молоденки — село в Кимовском районе Тульской области России.
В рамках административно-территориального устройства является центром Молоденского сельского округа Кимовского района, в рамках организации местного самоуправления входит в сельское поселение Епифанское.

## География
Расположено в 36 км к юго-востоку от железнодорожной станции города Кимовска.

## Население
| 2002 | 2010 |
| ---- | ---- |
| 178  | ↘126 |

Население — 126 чел. (2010). 